# Benoît Lacroix
Pour les articles homonymes, voir Lacroix.
Benoît Lacroix, né Joseph Joachim François-Xavier Lacroix,,,, le 8 septembre 1915 à Saint-Michel-de-Bellechasse (Québec) et mort à Montréal le 2 mars 2016 à l'âge de 100 ans,, est un prêtre dominicain, théologien, philosophe, médiéviste et professeur québécois. Il est aussi connu pour son analyse de l'œuvre du poète et écrivain québécois Hector de Saint-Denys Garneau.

## Biographie
Issu d’une famille de cinq enfants, Benoît Lacroix est le fils de Caïus Lacroix, cultivateur, et de Rose-Anna Blais. Il fait son cours classique au Collège de Sainte-Anne-de-la-Pocatière où il obtient en 1936 un baccalauréat ès arts ; la même année, il entre au Noviciat des Dominicains à Saint-Hyacinthe. Ordonné prêtre chez les dominicains (O.P.) le 5 juillet 1941, il obtient une licence en théologie du Collège des Dominicains à Ottawa en 1941, un doctorat en sciences médiévales de l'Institut d'études médiévales de Toronto en 1951, puis il fait ses études post-doctorales à l’École pratique des hautes études à Paris en 1952-1953 et à l’université Harvard, Cambridge en 1959-1960, grâce à une Bourse Guggenheim. Il enseigne à l’Institut d’études médiévales de l’Université de Montréal (1945-1985), dirige cet Institut (1963-1969) et il est professeur invité aux universités de Kyoto (Japon), de Butare (Rwanda) et de Caen (France). Il célèbre 75 ans de vie religieuse en 2012,,.
Après son entrée chez les Dominicains, Benoît Lacroix souhaite partir en mission et faire ses études de liturgie en Europe. Mais la Deuxième Guerre mondiale en Europe met un frein à cette ambition. Il se rend plutôt à l’Institut pontifical d'études médiévales de Toronto. Et c’est là qu’il bénéficie du mentorat d’Étienne Gilson, qui l'oriente vers l’historiographie. Sa thèse porte sur « Les Débuts de l'historiographie chrétienne ». Un autre maître le marque, Henri-Irénée Marrou, qui préface son recueil « L’Histoire dans l'antiquité (1951) », un florilège suivi d'une étude des grands historiens grecs et latins, Polybe et Lucien, surtout.
Il quitte l’Université en 1981, « non pour prendre une retraite bien méritée mais, nous dit-il, pour travailler plus librement dans « l’université élargie de tous ceux qui cherchent autrement et ailleurs », comme auteur, animateur, prédicateur, communicateur, professeur invité, consultant. Plus qu’auparavant, peut-être, il est devenu une figure familière dans le panorama religieux et intellectuel du Québec », raconte le professeur Pietro Boglioni.
Le fonds d’archives de Benoît Lacroix (CLG61) est conservé au centre BAnQ Vieux-Montréal de Bibliothèque et Archives nationales du Québec.

### Figure marquante de la culture québécoise
« Parmi les intellectuels qui ont marqué la culture québécoise ces dernières décennies, le père Lacroix occupe une place privilégiée, souligne le sociologue Alfred Dumais en 2010. C’est une figure largement connue du public : il a écrit plusieurs ouvrages, il est un habitué des médias, on a même fait un film sur lui.» Au cours de ses longues années d’études Benoît Lacroix fait des rencontres importantes et développe des amitiés véritables dans les milieux intellectuels et artistiques. « La liste est impressionnante, note Dumais. On retrouve, entre autres, Étienne Gilson, Jacques Maritain, l’Abbé Pierre dont il dit : « … à cause de son franc-parler il réussira à éviter la canonisation » (p. 160), Pierre Elliott Trudeau, au chevet duquel il a été appelé au moment de sa mort (p. 219), monseigneur Félix-Antoine Savard, le père Georges-Henri Lévesque, Luc Lacourcière, Fernand Dumont, Gilles Vigneault».
L'historienne Dominique Marquis, pour sa part, signale que Benoît Lacroix ajoute « une touche toute personnelle » à l'univers religieux des dominicains « dominé par la raison et le savoir » ; ainsi, écrit-elle, « (le père Lacroix) met souvent en relation le père Régis, son premier maître, et Caïus Lacroix, son père. Ses racines spirituelles et humaines sont doubles : dans le Moyen Âge et dans les textes des classiques chrétiens par l’enseignement dominicain et dans le sol de Saint-Michel-de-Bellechasse par la « sagesse » de son père. Cette manière tout à fait unique, et propre au père Lacroix, d’aborder la spiritualité favorise la réflexion».

### Maintenantet le père Bradet
Les premiers textes de Benoît Lacroix s’intéressent à la littérature, à l’art et à l’histoire et il publie ses premiers textes dans La Revue Dominicaine, rappelle l’historien Guy Laperrière. Il se lie d’amitié avec des écrivains, Robert Élie et Jean Le Moyne entre autres, et aussi Jacques Brault, avec qui il publie en 1971 une édition critique des Œuvres de Saint-Denys Garneau.
Si La Revue Dominicaine était, à l’époque, un « lieu tout naturel d’écriture » pour un membre l’Ordre de Saint-Dominique, il n’est pas étonnant de retrouver Benoît Lacroix, en 1962, aux côtés du père Henri-Marie Bradet, fondateur du mensuel qui succédait à La Revue Dominicaine : Maintenant. « Il vivra de près la crise de l’été 1965, quand Bradet sera relevé de ses fonctions par ses supérieurs », écrit Guy Laperrière, un limogeage qui deviendra « l’affaire Bradet » dans l’opinion publique québécoise. Benoît Lacroix écrit d'ailleurs la préface d’un ouvrage de Denyse Boucher St-Pierre en 1973 à la mémoire du père Bradet ; il y rappelle les débuts, « les premières mises en page de la revue Maintenant au sous-sol désacralisé du 2715 Chemin Sainte-Catherine », et le changement tragique de vie vécu par le père Bradet :

« Quand il est assigné à Maintenant les interrogateurs changent. Au lieu de ses paroissiens fortunés et accueillants tous rangés par rues et quartiers numérotés, voici la grande forêt québécoise qui s'ouvre au monde. Des jeunes, des moins jeunes, agnostiques, athées, prêtres en difficulté, couples, tous viennent se faire écouter » (p. 11 de la préface). Voilà bien, on s'en doute, souligne Guy Laperrière, les visiteurs assez réguliers de Lacroix aussi... Et en conclusion de sa préface, Benoît Lacroix fait une allusion à son départ forcé et à la portée de son action : « À sa manière qui ne pouvait qu'être la sienne, le directeur-fondateur de Maintenant fut un des Pères douloureux de notre Révolution tranquille, écrit-il (p. 14). »

### Centre d'études des religions populaires
Il fonde, en 1968, le Centre d'études des religions populaires. De 1968 à 1971, le Centre publie douze « Cahiers d'études des religions populaires » et il organise, de 1970 à 1982, onze colloques universitaires sur les formes de la religion populaire chez les catholiques francophones au Québec, en Ontario et en Acadie,,,.

### L’âge d’or de la coopération franco-québécoise en éducation
De 1973 à 1976, Benoît Lacroix occupe la chaire d’études québécoises à l’Université de Caen, un enseignement assumé quelques années auparavant par le sociologue Jean-Charles Falardeau,. Cette chaire, à l’instar de celles de Strasbourg, Poitiers, Aix-en-Provence et Bordeaux, ainsi que les échanges universitaires structurés alors établis entre le Québec et la France, s’inscrivent dans cette époque qu’on a appelée « l’âge d’or de la coopération » franco-québécoise en éducation, formellement inauguré avec les deux accords clés signés par les gouvernements québécois et français en 1965 et 1967 et qui va jusqu’à la fin des années 1970. Ainsi, « chaque année, plusieurs centaines de professeurs, chercheurs et étudiants bénéficient d’un séjour outre-Atlantique pour enseigner et mener des recherches conjointes. Entre 1965 et 1982, plus de 5 000 universitaires prennent part à ces échanges ».

### Institut québécois de recherche sur la culture
De 1980 à 1986, Benoît Lacroix se joint au comité scientifique de l’Institut québécois de recherche sur la culture (IQRC), organisme créé en 1979, dirigé par le sociologue Fernand Dumont et placé sous la juridiction ministérielle de Camille Laurin, alors ministre d’État au développement culturel et scientifique du Québec.
Dès le début de 1980, le père Lacroix fait ainsi partie du comité scientifique de l’IQRC et assume notamment la direction d’un groupe (composé de Lucille Côté, Hélène Dionne, Michèle Trudel-Drouin, Danielle Nepveu et Louise Rondeau) chargé d'un vaste programme de recherche sur la religion populaire.
Les pères Benoît Lacroix et Jean-Paul Montminy, O.P., se voient confier la responsabilité d’organiser en 1982 un colloque international sur l’étude de la religion populaire ; ils sont assistés d’un comité formé de Fernand Dumont, Pierre Savard et Jean Simard.
En 1984, il publie, avec Jean Simard, « Religion populaire, religion de clercs? », puis en 1985, l’IQRC publie l’ouvrage rédigé par le père Lacroix et Madeleine Grammond « Religion populaire au Québec. Typographie des sources : Bibliographie sélective (1900-1980) ». Pour donner suite à ce livre, Benoît Lacroix publie en 1986 chez Bellarmin « La religion de mon père ». Il participe également à d’autres initiatives de l’IQRC, notamment le concours Mémoire d’une époque et le projet d’anthropologie religieuse. Le père Benoît participe à plusieurs émissions de radio et de télévision sur ces questions et il fait paraître en traduction espagnole : « Tipologia en la religiosidad popular en Canada », La Antigua (Universidad Santa Maria la Antigua, Panama).

### Poésie et spiritualité
De 1987 à 2010, Benoît Lacroix écrit et publie dans Le Devoir plusieurs essais qui s'expriment en des termes poétiques et spirituels, souvent reliés au printemps et à la fête de Pâques.

### Humaniste et médiéviste
Dans le bilan de l’œuvre et de la carrière de Benoît Lacroix qu’elle dresse lors de l’attribution du Prix Léon-Gérin 1981, Élaine Émond écrit notamment ceci :

« Théologien, spécialiste des religions populaires, écrivain, historien de la littérature et prêtre dominicain, Benoît Lacroix est, comme l'écrit Jacques Grand'Maison en 1981, « l'un des meilleurs témoins, au Québec, à titre de médiéviste et d'historien, de la tradition intellectuelle qui a façonné la pensée occidentale ».

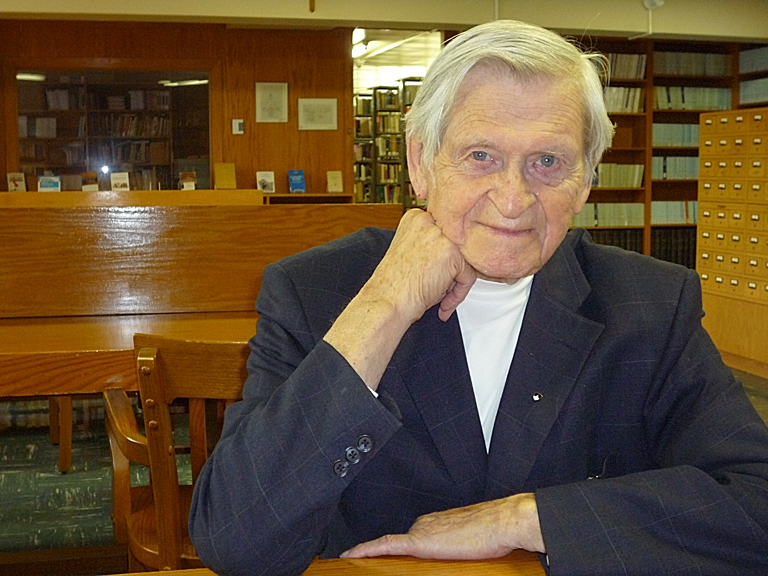
Le père Benoît Lacroix dans la bibliothèque du Couvent Saint-Albert-le-Grand, maison-mère des Dominicains, chemin de la Côte-Sainte-Catherine, Montréal, le 13 août 2014.

Pour comprendre Benoît Lacroix, il faut avoir à l'esprit l'hypothèse selon laquelle la culture populaire des Canadiens français serait héritée directement du Moyen Âge et que les francophones du Québec auraient, en quelque sorte, escamoté la période de la Renaissance. Cela permet d'envisager l'histoire québécoise sous un jour nouveau.
Ce savant sait en outre comment éveiller l'intérêt pour les traditions et les religions populaires. Dès 1950, les qualités de médiéviste et de chercheur en traditions populaires se manifestent dans le premier ouvrage de Benoît Lacroix : « Pourquoi aimer le Moyen Âge ». Elles transparaissent ensuite tout au long de son œuvre et sont encore affirmées en 1986 dans  « La religion de mon père » et, en 2001, dans « La foi de ma mère » (...). »

### Bonté divine
La journaliste Josée Blanchette a publié un long reportage sur Benoît Lacroix et le couvent Saint-Albert-le-Grand des Dominicains, chemin de la Côte-Sainte-Catherine à Montréal, qu’elle a intitulé « Bonté divine. 24 heures au couvent des dominicains ». (« J'ai une tendance à m'entendre très vite avec les femmes », est un des charismes que s'attribue le père Lacroix, signale l'historien Guy Laperrière). 

En introduction, elle écrit :

« Je me suis infiltrée à force de pots de confitures à la rhubarbe et de visites inopinées au fil des ans. J’avais émis le souhait d’y séjourner une semaine comme écrivaine en résidence ; ils m’ont accordé 24 heures, un miracle. Ou du moins une première dans leur histoire.
Qu’une femme dorme entre les murs du couvent des frères dominicains Saint-Albert-le-Grand, c’est un peu comme faire entrer le loup dans la bergerie ou la bergère dans l’aumônerie.
Mais il en faudrait davantage pour démonter ces 34 frères de 30 à 97 ans, qui vivent en communauté depuis 1873 au Canada et depuis 1960 sur le chemin de la Côte-Sainte-Catherine à Montréal.
Le père Benoît Lacroix, mon vieil ami nonagénaire, supervisait mon séjour d’un point de vue moral. Grand apôtre de la liberté et de la pensée pluraliste, le patriarche des dominicains s’amusait d’avance à l’idée de voir une athée confirmée partager leur quotidien et rencontrer ses frères de l’ordre prêcheur (o. p.) (...). »

Il meurt le 2 mars 2016 à la suite d'une pneumonie.

### Accusations d'agressions sexuelles
En 2019, l'artiste Cynthia Girard-Renard indique avoir été agressée sexuellement par Benoît Lacroix. Les faits allégués se seraient déroulés pendant trois mois en 1993 dans son bureau du couvent Saint-Albert-le-Grand à Montréal. En juin 2022, une action collective pour agressions sexuelles est engagée à l'égard de l’Ordre des Dominicains, .

## Œuvres

### Religions populaires
- Benoît Lacroix et Pietro Boglioni, Les religions populaires. Colloque 1970, (1972), Québec, Les Presses de l’Université Laval, 1972, 154 p., PDF (lire en ligne)
- Pietro Boglioni et Benoit Lacroix, Les pèlerinages au Québec, Québec, Les Presse de l'Université Laval, 1981, 160 p.  (ISBN 9782763769202)
- Benoît Lacroix, La Religion de mon père, Montréal, Bellarmin, 1986, 306 p. (ISBN 9782890075948)
- Benoît Lacroix, La foi de ma mère, Montréal, Bellarmin, 1999, 558 p. (ISBN 9782890078925)
- Benoit Lacroix et Madeleine Grammont, Religion populaire au Québec. Typologie des sources : bibliographie sélective (1900-1980), Québec, Éditions de l’Institut québécois de recherche sur la culture (IQRC), 1985, 175 p. En collaboration avec Lucille Côté. Préface de Jean Simard.  (ISBN 9782892240481)
- Benoit Lacroix et Jean Simard[43],[44], Religion populaire, religion de clercs?, Québec, Éditions de l’Institut québécois de recherche sur la culture (IQRC), 1984, 444 p. (ISBN 978-2892240382)

### Spiritualité
- Sainte Thérèse de Lisieux et l'histoire de son âme, (sous le pseudonyme Michel de Ladurantaye), Ottawa, Montréal, éd. du Lévrier, 1947, 155 p.Ce pseudonyme, formé du nom des deux paroisses voisines de son enfance, Benoît Lacroix l'utilisera encore dans La Revue dominicaine, notamment, « pour protéger l'image de savant que lui conféraient ses études doctorales à l'Institut pontifical de Toronto! », écrit l'historien Guy Laperrière dans sa biographie du père Lacroix[11].
- Compagnon de Dieu, Montréal, éd. du Lévrier, 1961, 365 p.
- Le Rwanda : mille heures au pays des mille collines, Montréal, éd. du Lévrier, 1966, 96 p.
- Folklore de la mer et religion, coll. « Connaissance », Montréal, Leméac, 1980, 119 p.  (ISBN 9782760952881)
- Célébration des saisons, Québec, coédition Anne Sigier et Centre Alpec, 1981, 140 p.  (ISBN 9782891290142)
- Paroles à des religieuses, Montréal, Fides, 1985, 254 p.  (ISBN 9782762112702)
- Musée des religions de Nicolet, en collaboration avec Michel Lessard, Catherine Elbaz, Anne MacLaren et Jean Sunard, Montréal, septembre 1986, 431 p.
- Nous sommes un peuple en marche, carnet d'Avent 1986, Québec, Vie liturgique, 1986, 64 p.
- Dieu qui nous appelle à vivre, carnet du Carême 1988, Québec, Vie liturgique, 1988, 64 p.
- Silence, accompagné d'un dessin de Chantal Lévesque, Montréal, éd. du Silence, 1989, 45 p.  (ISBN 9782920180130)
- Dieu fait les premiers pas, carnet du Carême 1991, Québec, Vie liturgique, 1991, 64 p.
- Jeunes et croyants, Montréal, éd. Paulines et Médiaspaul, 1991, 93 p.  (ISBN 9782890394889)
- Célébration des âges et des saisons, Québec, éd. Anne Sigier, 1993, 149 p.  (ISBN 9782891292047)
- Amour, Montréal, éd. du Silence, 1995, 29 p.  (ISBN 9782920180376)
- Rumeurs à l'aube, Fides, 2015, 278 p.  (ISBN 9782762139600)

### Histoire et philosophie
- « Pourquoi aimer le Moyen Âge ? », Montréal, L'Œuvre des tracts, 367, 1950, 15 p.
- Les débuts de l'historiographie chrétienne: ses origines, son esprit, ses méthodes, Institute of Mediaeval Studies of Toronto, 1950, 274 p.
- Les débuts de l'historiographie médiévale, thèse de doctorat (sciences médiévales), Pontifical Institute of Mediaeval Studies, Toronto, 1951, 274 p. dactylo. Prix de la Province de Québec, 1952
- L’histoire dans l'Antiquité, florilège suivi d'une étude, préface de Henri-Irénée Marrou, Paris : Librairie J. Vrin ; Montréal : Institut d'études médiévales, 1951, 252 p.
- Orose et ses idées, Paris : Librairie J. Vrin ; Montréal : Institut d'études médiévales, 1965, 235 p.L'ouvrage favori de Benoît Lacroix « est sans doute « Orose et ses idées (1965), le cadeau de ses 50 ans », estime l'historien Guy Laperrière. « Orose, prêtre espagnol contemporain de saint Augustin, a écrit une « Historia adversus Paganos » à la suite de la chute de Rome devant Alaric en 410. Et Lacroix de méditer avec lui sur la fragilité des civilisations... Malgré tout, Orose est encore bien oublié, mais il semble qu'on recommence à l'étudier »[11].
- Lionel Groulx, coll. « Classiques canadiens », Montréal et Paris, Fides, 1967, 96 p.
- L’historien au Moyen Âge, Paris : Librairie J. Vrin ; Montréal : Institut d'études médiévales, 1971, 301 p.
- Benoît Lacroix, « Lionel Groulx cet inconnu ? », Revue d’histoire de l’Amérique française, vol. 32, no 3,‎ 1978, p. 325-346 (lire en ligne)

### Poésie et littérature
- Saint-Denys Garneau, coll. « Classiques canadiens », Montréal, Fides, 1956, 95 p., nouvelles éditions 1967 et 1969, 96 p.
- L'homme des longs chemins, Gilles Cusson, livre-disque, éditions Bellarmin, 2005, narration de Benoît Lacroix de quatre poèmes.  (ISBN 9782890079595)

## Prix et honneurs
- 1959 - Bourse d'études de la John Simon Guggenheim Memorial Foundation
- 1971 - Membre de la Société royale du Canada
- 1971 - Membre de l'Académie des sciences morales et politiques
- 1981 - Prix Léon-Gérin[45]
- 1982 - Membre de la Société des Dix
- 1985 - Officier de l'Ordre du Canada
- 1987 - Médaille Pierre-Chauveau
- 1990 -  Doctorat honoris causa de l'Université de Sherbrooke
- 1991 - Chevalier de l'Ordre national du Québec
- 1996 - Grand officier de l'Ordre national du Québec
- 2000 - Grand Bellechassois, lauréat de la MRC de Bellechasse[46]
- La bibliothèque du village natal de Benoît Lacroix a été nommé en son honneur à Saint-Michel-de-Bellechasse.